# Nepeta saturejoides
Nepeta saturejoides là một loài thực vật có hoa trong họ Hoa môi. Loài này được Boiss. mô tả khoa học đầu tiên năm 1844.